# 조너선 켈츠
조너선 켈츠(Jonathan Keltz, 1988년 1월 17일 ~ )는 미국의 배우이다.

## 출연 작품

### 영화
- 까칠한 그녀의 달콤한 연애비법 (2005, Cake)
- 아메리칸 파이: 기숙사 대소동 (2007)
- 브리치 (2007)
- Dadnapped (2009)
- 프롬 (2011)
- 플레이백 (2012)
- 21 앤드 오버 (2013)

### 텔레비전
- 퀴어 애즈 포크 (2005)
- 콜드 케이스 (2007)
- 안투라지 (2009-11)
- 하트랜드 (2009)
- CSI: 마이애미 (2010)
- 레버리지 (2011)
- 페어리 리갈 (2012)
- 머독 미스터리 (2013)
- 레인 (2013-17)